# Filomachija abo Afektów gorącej miłości wyrażenie
Filomachija abo Afektów gorącej miłości wyrażenie – zbiór wierszowanych romansów Hieronima Morsztyna, wydany pośmiertnie w Warszawie w 1655.
Utwory oparte zostały na tradycyjnych motywach historii miłości nieszczęśliwej. Przestawiane są dramatyczne wydarzenia, następują częste zmiany akcji. Poetyka tekstów bliska jest balladzie popularnej.
Zbiór zawiera trzy utwory:
- Żałosny koniec dwojga ludzi kochających się w sobie Zygismundy i Gwizdarda (przeróbka noweli IV,1 z Dekameronu Giovanniego Boccaccio)
- Alfonsa książęcia, więźnia aragońskiego, i Orystelle krolewny kreteńskiej miłość śmiercią okrutną zapieczętowana
- Historyja barzo piękna o Talezie krolewicu lidyjskim, a o Perepodzie krolewnie aragońskiej